# Flughafen Saipan

i7
i11
i13
Der Saipan International Airport (auch Airport Francisco C. Ada, IATA-Code: SPN, ICAO-Code: PGSN)  ist der internationale Flughafen der Nördlichen Marianen.
Er liegt im Süden der Insel Saipan in I Fadang und wird durch diverse Fluggesellschaften mit internationalen Zielen angeflogen.

## Geschichte
Der ursprüngliche Flugplatz der Japaner wurde nach der Einnahme der Insel durch die Amerikaner 1944 ausgebaut und mit zwei ausreichend langen Startbahn für die B-29-Bomber der Twentieth Air Force ausgestattet. Von hier begannen die strategischen Luftangriffe gegen die Hauptinsel Japans. Der nur 15 km Luftlinie entfernte Flughafen der Nachbarinsel Tinian hat eine ähnliche Geschichte und  deshalb eine gleich lange Startbahn. 1975 wurde der Flughafen modernisiert, um auch Großraumflugzeuge abfertigen zu können.

## Zwischenfälle
- Am 24. Mai 1945 wurde eine Curtiss C-46/R5C-1 Commando der United States Navy (US Navy) (Luftfahrzeugkennzeichen Bu 39580) auf dem Militärflugplatz Saipan irreparabel beschädigt. Über Personenschäden ist nichts bekannt.[3]